# LACM 149371
LACM 149371 (espécime 149371 do Museu de História Natural do Condado de Los Angeles) é um enigmático dente fóssil de mamífero do Paleogeno (66 a 23 milhões de anos atrás) do Peru. Provém do sítio fóssil de Santa Rosa [en], que é de idade incerta, mas possivelmente do final do Eoceno (55 a 34 Ma) ou Oligoceno (34 a 23 Ma). O dente está mal preservado e pode ter sido degradado por água ácida ou por ter passado pelo trato digestivo de um predador. Sua maior dimensão é de 2,65 mm. Tem formato triangular e possui seis cúspides que circundam o meio do dente, onde existem três bacias (fossas). Cristas conectam as cúspides e separam as fossas. A estrutura microscópica do esmalte do dente está mal preservada.
O LACM 149371 foi descrito em 2004 por Francisco Goin e colegas, que interpretaram provisoriamente o dente como um último molar superior esquerdo. Embora tenham visto semelhanças com ungulados sul-americanos, alguns roedores primitivos e multituberculados, eles acreditavam que o dente era mais provavelmente de um gondwanatério. Entre os gondwanatérios — um grupo pequeno e pouco conhecido, de resto conhecido do Cretáceo ao Eoceno de alguns dos continentes do sul (Gondwana) — eles acharam que o Ferugliotherium argentino do Cretáceo era o mais semelhante.

## Descoberta e contexto
O LACM 149371 foi descoberto em 1998 no sítio fóssil de Santa Rosa [en], na região de Ucayali, no Peru. A fauna de Santa Rosa também contém fósseis de várias espécies únicas de marsupiais e roedores histricognatas, um possível morcego e alguns notoungulados. A fauna foi publicada em um volume da Série Científica do Museu de História Natural do Condado de Los Angeles em 2004, que incluiu um artigo de Francisco Goin e colegas que descreveu e discutiu o LACM 149371.
A idade da fauna de Santa Rosa permanece altamente incerta, pois o afloramento onde os fósseis foram encontrados não pode ser facilmente colocado em uma unidade estratigráfica conhecida, e os fósseis são tão distintos de outras faunas fósseis conhecidas que a bioestratigrafia não pode fornecer uma estimativa precisa. Em um resumo do volume de 2004, Kenneth Campbell referiu provisoriamente Santa Rosa à Idade de Mamíferos Terrestres Sul-Americanos [en] (SALMA) Mustersense [en], que ele colocou perto da fronteira Eoceno-Oligoceno, há cerca de 35 milhões de anos. No entanto, Mario Vucetich e colegas sugeriram em 2010 que a fauna de Santa Rosa pode ser substancialmente mais tardia — talvez tão recente quanto a SALMA Deseadana [en] (final do Oligoceno, cerca de 25 milhões de anos atrás). Segundo Campbell, os mamíferos de Santa Rosa provavelmente viviam em um habitat de savana que continha rios.

## Descrição
O LACM 149371 é um dente molariforme mal preservado que carece em grande parte de uma superfície de esmalte reconhecível e mostra muitos pequenos sulcos e buracos na superfície da coroa do dente. Isso sugere que o dente pode ter sido quimicamente degradado, talvez por água ácida ou por ter passado pelo trato digestivo de um predador. As raízes estão quebradas, mas as cavidades pulpares remanescentes sugerem a presença de quatro raízes principais, que estão parcialmente unidas em dois pares. Uma cavidade pulpar menor entre essas raízes sugere a provável presença de uma quinta raiz, e uma leve depressão no dente pode representar outra raiz.
A coroa do dente é triangular e contém seis cúspides, conectadas por cristas baixas, que circundam duas fossas (bacias) proeminentes e baixas e uma terceira fossa menor. Devido à complexidade da coroa, Goin e colegas a interpretaram como um molar; devido ao número de raízes, ao arranjo das cúspides e à forma do dente, como um molar superior; e por se afilar em direção à extremidade, como um último molar. Um lado, o mais longo, é plano e baixo em comparação com os outros, sugerindo que é a face labial (externa). Isso implicaria que o dente é da mandíbula esquerda. Sob essa interpretação, o comprimento do dente é de 2,65 mm, a largura é de 2,20 mm, a altura no lado labial é de 1,05 mm e a altura no lado lingual é de 1,30 mm.
Por conveniência, Goin e colegas designaram as seis cúspides como A a F: A no canto labial frontal do dente; B na face labial; C no canto posterior; D na face lingual (interna); E no canto lingual frontal; e F na face frontal. A grande fossa frontal está localizada entre as cúspides A, B, D, E e F; a fossa intermediária menor está entre as cúspides B e D; e a fossa posterior muito menor está logo à frente da cúspide C. Todas as três são quase redondas. A cúspide A, a maior, tem formato triangular e está separada da cúspide B, menor e arredondada, por um vale profundo; uma crista baixa conecta as duas cúspides mais lingualmente, separando o vale da fossa frontal. Em sua parte posterior, B se conecta a uma longa crista que atinge a fossa posterior e, atrás dela, a pequena cúspide C, que tem um sulco em seu lado labial. Um vale a separa da cúspide D. A própria cúspide D tem forma de crista e forma a parede lingual da fossa intermediária; ela é descrita como "muito estranha" e pode, de fato, consistir em duas cúspides triangulares fundidas. Uma crista que parte de D separa a fossa posterior da intermediária, e outra crista maior separa a fossa frontal da posterior e quase atinge a cúspide B. A cúspide E é triangular e separada das cúspides F e D por vales, que são margeados internamente por cristas que conectam as cúspides. F é arredondada. A microestrutura do esmalte do dente não é claramente reconhecível, evidentemente porque o dente está degradado, embora estruturas semelhantes a prismas de esmalte (feixes de cristais de hidroxiapatita) e bandas de Hunter-Schrege [en] sejam reconhecíveis.

## Identidade
Devido à complexidade da coroa, Goin e colegas identificaram o dente como sendo de um mamífero; embora alguns grupos não mamíferos, como os crocodilianos, possam ter dentes complexos, nenhum se aproxima do nível de complexidade visto no LACM 149371. Eles não encontraram semelhança com australosfenídeos, incluindo monotremados, metatérios, incluindo marsupiais, xenartros e alguns grupos relacionados. Eles viram algumas semelhanças gerais com os pré-molares superiores dos ungulados sul-americanos primitivos, mas o arranjo das cúspides é diferente do de qualquer ungulado. Existem também algumas semelhanças com os roedores primitivos Ivanantonia [en] da Ásia e Nonomys da América do Norte, mas Ivanantonia tem um sulco central e não possui fossas, e Nonomys tem um cíngulo [en] proeminente (prateleira) nas bordas do dente e também não possui as fossas do LACM 149371.
O dente se assemelha a multituberculados — um grande grupo de mamíferos extintos com dentes com muitas cúspides — nas formas dos vales e cristas, mas multituberculados não possuem fossas e geralmente têm dentes quadrangulares com duas fileiras longitudinais de cúspides separadas por um vale central. Nas mesmas características, o LACM 149371 se assemelha a gondwanatérios, um grupo pequeno e enigmático de mamíferos do Cretáceo ao Eoceno dos continentes do sul (Gondwana) que podem estar relacionados a multituberculados. Em particular, Ferugliotherium do final do Cretáceo da Argentina tem cúspides de formato semelhante e também possui cristas que conectam as cúspides ao centro do dente. No entanto, os molares superiores são desconhecidos, e os dentes de coroa baixa de Ferugliotherium não possuem fossas profundas. Membros da família de gondwanatérios de coroa mais alta, Sudamericidae [en], possuem fossas. Goin e colegas concluem que o LACM 149371 muito provavelmente representa um membro da família de gondwanatérios Ferugliotheriidae [en]; se assim for, estaria entre os gondwanatérios mais jovens conhecidos.